# Побуна у Књажевцу (1883)
Побуна у Књажевцу, од 26. октобра до 1. новембра 1883, била је део Тимочке буне.

## Позадина
Тимочка буна почела је 21. октобра 1883. побуном у Кривом Виру и проширила се на читав црноречки округ, изузев самог Зајечара, који је имао снажан гарнизон састављен од артиљераца стајаће војске и чувара јавне безбедности. До 23. октобра око 3.000 устаника заузело је стара утврђења на Честобродици и 24. октобра преузело власт у Бољевцу, под командом радикалског посланика, попа Маринка Ивковића. Уз подршку бољевачких устаника, 25. октобра побунила се и народна војска у Сокобањи, где је власт преузео устанички Извршни одбор за бањски срез, под командом радикалског посланика Љубе Дидића.

## Побуна
На вести о побуни у суседном округу, 26. октобра 1883. командант књажевачке народне војске, капетан Димитрије Ковачевић, наредио је мобилизацију књажевачке народне војске, у намери да заштити магацине оружја и барутану у Књажевцу од продора устаника. Међутим, наоружани грађани и сељаци из околине, предвођени радикалима Ацом Станојевићем и Михаилом Веселиновићем, похапсили су окружног начелника и локалне чиновнике и предали власт Привременом извршном одбору за округ књажевачки. У извршни одбор изабрани су најугледнији грађани и трговци из Књажевца, али су главну реч водили истакнути радикали Гавра Аничић, Аца Станојевић и Михаило Веселиновић. Извршни одбор искористио је наредбу капетана Ковачевића да позове на оружје сву народну војску књажевачког округа и разаслао је наредбе свим сеоским општинама да се покоравају новим властима.

### Устаничке снаге
Као окружно седиште, Књажевац је располагао снагама народне војске у јачини од две бригаде (8 батаљона), једног ескадрона коњице и једне батерије од 4 топа, као и барутаном и бригадним војним магацином. Батаљони народне војске били су мобилисани по срезовима, по један батаљон прве и друге класе за сваки срез. Четири батаљона (I и II књажевачки батаљон I и II класе) окупила су се у Књажевцу, III батаљон (I и II класе) окупио се у Новом Хану, а IV батаљон (I и II класе) у Дервену. На књажевачком Вашаришту формиран је устанички логор под командом народног командира Петра Васића. Већ 27. октобра две чете I батаљона I класе упућене су на истурени положај на Тресибаби, ради одржавања везе са устаницима на Дервену, а две чете са два топа послате су у Сокобању, на захтев Љубе Дидића. Дана 28. октобра у логору је остао II каменички батаљон, са 258 бораца са пушкама и 158 без пушака. Осим каменичког батаљона, у логору је било још 344 народна војника с пушкама и 243 без пушака. Истог дана логор је премештен у Ибишев браник, где је извршено преуређење и наоружавање војске. Након одласка Петра Васића са каменичким батаљоном према Бољевцу (28. октобра увече), за команданта књажевачког логора постављен је Никола Филиповић Муња. Број пушака у логору 29. октобра износио је 489 острагуша (пибодовки) и 102 спредњаче (руске и белгинке). Ратни пут устаничких снага био је следећи:
- I књажевачки батаљон I класе, био је делом улогорен на Тресибаби, а делом упућен у Сокобању у помоћ тамошњем покрету.[9] Дана 27. октобра на Тресибабу су упућене I и II чета са 322 војника (233 са пушкама) под командом четовође Лазара Николића[в] и водника Алексе Петковића,[10] а у Сокобању су 27. октобра у подне упућене III и IV чета са 302 војника, 2 топа и 30 тобџија под командом народног командира Илије Јеремића[г].[7] Илија је остао са својим одредом у Сокобањи до 30. октобра,[11] а затим се без борбе повукао у Влашко Поље, где је распустио одред.[12] I књажевачки батаљон II класе у књажевачком логору био је под командом Николе Филиповића Муње.[13] Повлачењем чета са Тресибабе, 29. октобра било је у књажевачком логору укупно 432 војника I батаљона I класе (354 са пибодовкама и 52 са руским спредњачама).[14] Са овим батаљоном Никола Филиповић Муња је 29. октобра упућен према Зајечару у помоћ војсци народног командира Маринка Марковића,[15] који му је одузео три чете које су учествовале у бици на Вратарници 30. октобра.[16] Одласком овог батаљона (са 406 пушака), у Књажевцу је 30. октобра остало мање од 200 устаника са пушкама (135 острагуша и 50 спредњача) и 2 топа. Још 60 војника и оба топа послата су 31. октобра на Дервен у помоћ одреду Петра Милошевића, после чега је у Књажевцу остало једва 100 наоружаних људи, који су се 1. новембра предали без борбе.
- II каменички батаљон, улогорен на књажевачком Вашаришту под командом народног командира Петра Васића, имао је 28. октобра 258 бораца са пушкама и 158 без пушака.[7] Сутрадан, након преуређења на Ибишевом бранику, са 563 војника кренуо је према Бољевцу,[17] али се улогорио на Влашком Пољу, где је остао 3 дана након чега је распустио батаљон без борбе.[13]
- III тимочки батаљон окупио се у Новом Хану, седишту тимочког среза, под командом народног командира Маринка Марковића. Упућен је 28. октобра ујутро да нападне Зајечар.[18] Након што је изгубио читав дан у преговорима са зајечарском посадом и грађанима, који су одбили да се предају, потучен је 31. октобра у бици на Вратарници. III тимочки батаљон II класе под командом четовође Николе Јовановића имао је 393 борца.[19]
- IV сврљишки батаљон, под командом народног ађутанта Петра Милошевића, био је улогорен на Дервену и Грамади, где је бранио књажевачки округ од стајаће војске из Ниша у бици на Грамади 30. октобра.